# Gorxheimertal
Gorxheimertal är en kommun i Kreis Bergstraße i Regierungsbezirk Darmstadt i förbundslandet Hessen i Tyskland. 
Genom en sammanslagning 31 december 1970 av de tidigare kommunerna Gorxheim och Unter-Flockenbach bildades den nya kommunen Grundelbachtal och 31 december 1971 gick Grundelbachtal samman med kommenen Trösel i Gorxheimertal.